# Южная Кукковка
Южная Кукковка (Кукковка-III) — район города Петрозаводска, расположенный в южной части города. Граничит с городскими районами Новая Кукковка, Старая Кукковка, Птицефабрика, Ключевая, Южная промзона, посёлок Лососинка.
Название району дала гора Кукковка, на которой располагается Южная Кукковка. По одной из версий, в названии закрепилось карельское слово kukko — «петух». Этимология названия символически отражена в скульптуре «Кукковский петух» на улице Ровио. Возможно, слово «Кукковка» является переводом названия другого района города — Петушки.
Согласно другой версии, название района происходит от вепсского слова kuk — «гора, холм, вершина горы». Кукковка является горой.
Слово «Южная» в топониме отражает географическое расположение района по сравнению с Новой Кукковкой и Старой Кукковкой. Во втором названии района (Кукковка-III) цифра «III» означает очерёдность планировавшегося строительства многоэтажных домов на Кукковке (планировалось, что после окончания строительства Кукковки-I и Кукковки-II начнётся строительство Кукковки-III).

## Территориальное деление района
В состав района Южная Кукковка входит 1 микрорайон.
- Усадьбы — микрорайон, расположенный в юго-восточной части Южной Кукковки. Название произошло от домов усадебного типа, которые стали строить в данном микрорайоне.

## Улицы района
- Калиновая улица
- Карельский проспект (также и на Новой Кукковке, Кургане, посёлке Лососинка)
- Комсомольский проспект (также и на Голиковке, Новой Кукковке, Кургане, посёлке Лососинка)
- Лиственная улица
- Розовая улица
- Светлая улица
- 1-й Светлый проезд
- 2-й Светлый проезд
- Серебристая улица
- Тенистая улица
- Проезд Тидена (также и на Старой Кукковке)
- Усадебная улица
- 1-й Усадебный проезд
- 2-й Усадебный проезд
- 3-й Усадебный проезд
- 4-й Усадебный проезд
- Цветочная улица

## Транспорт
Южную Кукковку обслуживает 5 автобусных маршрутов:
- № 9 «Сулажгора — Кемская улица», соединяет Южную Кукковку с Новой Кукковкой, Ключевой, Древлянкой и Сулажгорой[2].
- № 19 "Финский проезд — ЗАО «Петрозаводскмаш», соединяет Южную Кукковку с Голиковкой, Центром и Октябрьским[3].
- № 26 «Финский проезд — Кемская улица», соединяет Южную Кукковку с Новой Кукковкой и Ключевой.[4]
- № 30 «Станция „Томицы“ — Лыжная улица», соединяет Южную Кукковку с Древлянкой, Перевалкой, Центром, Первомайским, Сулажгорой, Новой Кукковкой и Посёлком Сулажгорского кирпичного завода.[5]

- № 31 «Садовый центр — Лыжная улица», соединяет район с Новой Кукковкой, Голиковкой, Центром, Октябрьским и Тепличным[6][7].

Ранее район обслуживал маршрут № 29 «Станция „Томицы“ — Улица Энтузиастов», но после ухода автобусов ООО «Транс-Балт» маршрут был сокращен до площади Гагарина, тем самым перестав обслуживать жителей района.
Автобусное сообщение открыто в 2010 году.